# كيتش

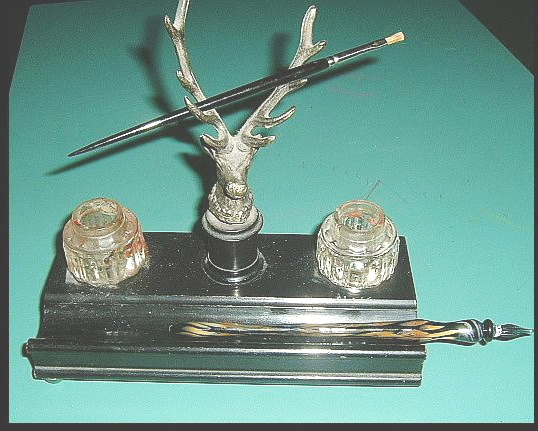
طقم مكتب عتيق برأس غزال كحامل ومجموعة كتابة عتيقة مكونة من محبرتين

كيتش (بالألمانية: Kitsch) هو مصطلح ألماني الأصل يشير إلى الفنون التي يمكن وصفها بالتافهة أو التي تقلد أعمالاً أخرى بصورة غير احترافية أو ذات الذوق الرديء الذي لا يتماشى مع معايير الجمال السامية لعالم الفن. قد يطلق أيضاً على فن البوب والفنون الشعبية كيتش.
عارض الطليعة الفن الهابط باعتباره انتماءًا ميلودراميًا وسطحيًا للحالة الإنسانية ومعايير جمالها الطبيعية. في النصف الأول من القرن العشرين، أشار الفن الهابط إلى منتجات ثقافة البوب التي تفتقر إلى عمق الفنون الجميلة. ومع ذلك، منذ ظهور فن البوب في الخمسينيات من القرن الماضي، يُعاد تقدير الفن الهابط في بعض الأحيان بطريقة ساخرة أو روح الدعابة أو جادة.
إن وصف الفن المرئي بأنه «كيتش» غالبًا ما يكون تحقيرًا، وإن لم يكن حصريًا. يمكن الاستمتاع بالفن الذي يعتبر الفن الهابط بطريقة إيجابية وصادقة تمامًا. على سبيل المثال، تحمل القدرة على أن تكون جذابة أو «ملتوية» دون أن تكون مسيئة على السطح، كما هو الحال في لوحات Dogs Playing Poker.
يمكن أن يشير Kitsch إلى الموسيقى أو الأدب أو أي عمل، ويتعلق بالمخيم، حيث يتضمن كلاهما السخرية والإسراف.